# Layer Cake
Pour les articles homonymes, voir Layer.
Pour plus de détails, voir Fiche technique et Distribution.
Layer Cake, est un film de gangsters britannique réalisé par Matthew Vaughn dont c'est le premier long métrage sortant en 2004. Le scénario est tiré du roman homonyme par son auteur J. J. Connolly (en) lui-même.

## Synopsis
Un homme dont le nom n'est pas révélé, y compris par lui-même narrateur de l'histoire en voix hors champ, est un trafiquant de drogue anglais. C'est un homme d'affaires discret et sérieux qui travaille avec une équipe pour écouler divers chargements de drogue pour le parrain du milieu Jimmy Price. Ayant amassé une somme suffisante il décide de prendre sa retraite. Mais les grands pontes du crime organisé ne sont pas d'accord.
Le parrain du milieu Jimmy Price lui demande de retrouver la fille aînée junkie de son vieil ami le puissant criminel londonien Eddie Temple, et le charge d'écouler un arrivage d'une cargaison de pilules d'ecstasy en provenance d'Amsterdam par un criminel minable surnommé « le Duke ». L'homme recadre le Duke pour son manque de professionnalisme lors de leur rencontre et part chercher des acheteurs. En attendant, il fait la connaissance de la belle Tammy, petite amie d'un des hommes du Duke, dont il tombe amoureux.
Mais plus tard lors de la rencontre avec les acheteurs, le personnage principal apprend que ces pilules ont en réalité été volées là-bas à des nationalistes serbes recherchés par les Nations unies et que le Duke a déclaré publiquement qu'il travaille pour l'homme non nommé (hors-champ et donc toujours sans que celui-ci ne soit dévoilé à l'égard du spectateur ni même des autres protagonistes, au moins ceux dans le champ). L'innommé retourne voir le Duke, mais celui-ci a disparu et un de ses hommes est tué par le Serbe. L'homme devra alors non seulement affronter les dangereux chasseurs de têtes d'Amsterdam mais aussi se méfier de chaque membre de son entourage.
En effet Eddie Temple enlève le narrateur pour lui apprendre que « son ami » Jimmy travaille en réalité pour la police et que, ruiné, il voulait retrouver la fille Temple pour la garder comme otage (le « petit ami » de sa fille retrouvé mort d'une overdose plus tôt dans le film est assassiné par des hommes d'Eddie). Troublé par ces révélations, l'homme « commandité » va tuer Jimmy avec une arme que lui a prêtée son très loyal comparse Gene. Le lendemain, il retrouve le père Temple qui le force à lui vendre la cargaison de pilules. Plus tard, Gene confronte l'homme sur le meurtre de son patron. Convaincu, Gene fait du narrateur son nouveau patron. Celui-ci tente de piéger le Serbe en vain, mais découvre ensuite que Gene a tué le Duke plus tôt dans le film et l'a caché dans son congélateur. Le lendemain, le reste de la bande du Duke est retrouvée par le narrateur caché dans un hangar avec la marchandise, et la bande réussit à s'enfuir avec lui lorsque la police investit les lieux et récupère la marchandise. Le soir, la dette du narrateur avec le Serbe est réglée en lui apportant la tête du Duke dans une glacière (la marchandise ayant été saisie). 
Puis plus tard dans la soirée, il retrouve Eddie avec la marchandise « saisie » (le narrateur avait planifié une fausse descente de police). Mais Eddie confisque la marchandise, bien qu'il conseille au narrateur de devenir officiellement le nouveau parrain. Plus tard, en tant que nouveau parrain, il planifie un nouveau braquage pour récupérer la marchandise d'Eddie pour régler sa dette avec ses acheteurs. Ainsi, le narrateur annonce à ses associés sa retraite et sort du domaine avec sa petite amie Tammy, tout en se tournant vers le spectateur en disant : « Mon nom ? Bien malin celui qui trouvera. » Mais, à la sortie, il est tué dans les bras de Tammy par l'ex-petit ami de celle-ci.

## Fiche technique
- Titre original et français : Layer Cake.
- Réalisation : Matthew Vaughn.
- Scénario : J. J. Connolly d'après son propre roman Layer Cake.
- Musique : Ilan Eshkeri et Lisa Gerrard.
- Photographie : Ben Davis.
- Montage : Jon Harris.
- Décors : Kave Quinn.
- Costumes : Stephanie Collie et Anna Palmgren.
- Production : Adam Bohling, David Reid, Matthew Vaughn et Stephen Marks.
- Sociétés de production : Columbia Pictures et Marv Films.
- Sociétés de distribution :  Gaumont Columbia Tristar Films, Sony Pictures Classics.
- Budget : 4 millions de £[1] (6 500 000 $[2]).
- Pays d'origine :  Royaume-Uni.
- Format : couleurs - 2,35:1 - DTS / Dolby Digital / SDDS - 35 mm.
- Genre : Action, drame, thriller et gangsters
- Durée : 105 minutes.
- Dates de sortie[3] :
  -  Royaume-Uni : 1er octobre 2004 ;
  -  Belgique : 11 mai 2005 ;
  -  France : 13 juillet 2005.
- Film interdit aux moins de 12 ans lors de sa sortie en France, - de 16 au Royaume-Uni[4].

## Distribution
- Daniel Craig (VF : Dominique Guillo) : le narrateur de sa propre histoire, jamais nommé bien que principal protagoniste à l'écran[N 3]
- Colm Meaney (VF : Gabriel Le Doze) : Gene
- Kenneth Cranham (VF : Richard Leblond) : Jimmy Price
- George Harris (VF : Thierry Desroses) : Morty
- Jamie Foreman : Duke
- Michael Gambon (VF : Jean-Pierre Moulin) : Eddie Temple
- Marcel Iures : Slavo
- Tom Hardy : Clarkie
- Tamer Hassan (VF : Stéphane Ronchewski) : Terry
- Ben Whishaw (VF : Mark Lesser) : Sidney
- Burn Gorman (VF : Axel Kiener) : Gazza
- Sally Hawkins : Slasher
- Sienna Miller (VF : Isabelle Langlois) : Tammy, girl-friend de Sidney puis du narrateur
- Neil Finnighan : Troop
- Dexter Fletcher (VF : Bertrand Liebert) : Cody
- Steve John Shepherd (VF : Boris Rehlinger) : Tiptoes
- Stephen Walters : Shanks
- Louis Emerick (VF : Paul Borne) : Trevor
- Francis Magee (VF : Maurice Decoster) : Paul, le batelier
- Dragan Micanovic (VF : Constantin Pappas) : Dragan
- Nathalie Lunghi : Charlie
- Jason Flemyng : Crazy Larry
- Ben Brasier : Killburn Jerry
- Matt Ryan : un junkie
- Ivan Kaye : Freddie Hurst
- Darren Healy : un autre junkie
- Budgie Prewitt : hôte du golf
- Don McCorkindale : Albert Carter
- Paul Orchard : l'acteur qui interprète Lucky mais devait initialement endosser le rôle de Morty ci-après

## Production

### Développement
Matthew Vaughn rencontre J. J. Connolly en 2000 : « J'étais parti assister au match de foot Angleterre / Allemagne pendant l'Euro 2000. J'étais assis à côté d'un type. On a commencé à parler. Je lui ai demandé ce qu'il faisait dans la vie, il m'a répondu qu'il écrivait ». De retour dans son pays, Matthew Vaughn se procure un exemplaire de son livre Layer Cake : « Je l'ai trouvé brillant et passionnant, je l'ai lu d'une traite. Après, j'ai revu John et je lui ai dit : “Tu sais, on ne peut pas laisser quelqu'un d'autre faire un film de ton livre, c'est trop génial” ».
La première ébauche du scénario fait 408 pages tandis que le roman original n'en fait que 344.
Matthew Vaughn veut initialement confier la réalisation du film à son ami Guy Ritchie pour lequel il a déjà produit Arnaques, Crimes et Botanique et Snatch : Tu braques ou tu raques. Finalement il se retrouve à assumer lui-même la fonction de réalisateur après le désistement de Guy Ritchie parti sur d'autres projets.

### Tournage
Le tournage débute le 30 juin 2003 et se déroule à Amsterdam, Isleworth, Londres, dans le  Buckinghamshire, à Brentford, Stoke Poges, aux Twickenham Film Studios, etc.
Les Serbes d'Amsterdam qui poursuivent le protagoniste parlent en fait roumain, entre eux.
Le pistolet silencieux dont se sert le narrateur pour tuer Jimmy est un Type 67 (en) utilisé par l'armée et les services secrets chinois.
L'entrepôt (l'un des plus grands de ce type au Royaume-Uni) où l'homme innommé et ses comparses rencontrent Eddie Temple et les siens en fin de film est la plupart du temps vide. Les caisses et autres objets sont rajoutés numériquement lors de la post-production.
La scène finale est tournée en plusieurs versions : en plus de celle dans laquelle le protagoniste se fait tirer dessus, qui est volontairement ambigüe de manière à laisser la porte ouverte à une second film, une fin plus heureuse dans laquelle les personnages de Craig et Miller s'échappent sans ennui est également tournée, par requête du studio. Les projections-tests rassurent Vaughn sur la bonne réception de la version plus cynique, qui est ainsi conservée au montage.

### Bande originale
1. Hayling – FC Kahuna,
2. Opening – Ilan Eshkeri & Steve McLaughlin,
3. She Sells Sanctuary – The Cult,
4. Can't Get Blue Monday Out of My Head (Original Radio Edit) – Kylie Minogue,
5. You Got the Love (Original bootleg radio mix) – The Source feat. Candi Staton,
6. Drive to the Boatyard – Ilan Eshkeri,
7. Junky Fight – Lisa Gerrard,
8. Making Plans for Nigel – XTC,
9. Ordinary World – Duran Duran,
10. Ruthless Gravity – Craig Armstrong,
11. Four to the Floor (Soulsavers Mix) – Starsailor,
12. Drive to the Warehouse – Ilan Eshkeri & Lisa Gerrard,
13. Aria (Layer Cake Speech) – Lisa Gerrard & Michael Gambon (dialogue extrait du film),
14. Don't Let Me Be Misunderstood – Joe Cocker.

## Sortie

### Critique
Il reçoit un accueil critique favorable, recueillant 81 % d'avis positifs avec une note moyenne de 7,1/10 sur la base de 133 articles collectés sur le site agrégateur Rotten Tomatoes; le consensus du site indique :« Un thriller policier stylisé électrifié britannique ». Sur Metacritic il obtient un score de 73/100? sur la base de 30 critiques collectées.
En France le film obtient une note moyenne de 3,1⁄5? sur le site AlloCiné qui recense 16 titres de presse.

### Box-office
Le film connaît un succès commercial modéré, rapportant environ 11 850 000 $ au box-office mondial pour un budget de 6 500 000 $. En France il réalise 20 958 entrées.

## Distinctions
Source : Internet Movie Database.
- Nomination au prix Douglas Hickox pour Matthew Vaughn lors des British Independent Film Awards 2004.
- Nomination au prix Carl Foreman du nouveau cinéaste le plus prometteur pour Matthew Vaughn lors des BAFTA Awards 2005.
- Le film est projeté le 7 avril 2005 au Festival du film policier de Cognac en France.
- Prix du meilleur réalisateur britannique et nomination aux prix des meilleur film britannique, meilleur acteur britannique (Daniel Craig) et meilleurs espoirs (Sienna Miller et Matthew Vaughn) lors des Empire Awards de 2005.
- Il est classé 276e meilleur film de tous les temps par le magazine Empire[15].
- Nomination au prix du meilleur acteur européen pour Daniel Craig lors des prix du cinéma européen de 2005.